# Ernst Girzick
Ernst Girzick, född den 17 oktober 1911 i Wien, död den 4 mars 1977 i Neumarkt am Wallersee, var en österrikisk Obersturmführer och tjänsteman vid Reichssicherheitshauptamt, Tredje rikets säkerhetsministerium. 
Girzick var en av Adolf Eichmanns medarbetare och tjänstgjorde efter Anschluss, Tysklands annektering av Österrike i mars 1938, vid Zentralstelle für jüdische Auswanderung i Wien.
År 1944 ingick Girzick i Sondereinsatzkommando Eichmann och deltog i Förintelsen i Ungern. Girzick dömdes år 1948 till femton års fängelse, men han frisläpptes redan år 1953.